# Revolution 9
«Revolution 9» (с англ. — «Революция 9») — песня британской рок-группы The Beatles из их Белого альбома 1968 года.

## История создания
Композиция была не первым опытом The Beatles в экспериментальной музыке. Например, ещё в январе 1967 года Пол Маккартни записал так и не выпущенную песню «Carnival of Light» (с англ. — «Карнавал света») во время работы над Sgt. Pepper's Lonely Hearts Club Band. Маккартни говорил, что на неё его вдохновило творчество Джона Кейджа и Карлхайнца Штокхаузена. Последний нравился также и Леннону и потому был включён в число изображённых на обложке альбома. По мнению критика Иэна Макдональда, на «Revolution 9» группу вдохновила композиция Штокхаузена «Hymnen».
Кроме того, на написание Ленноном «Revolution 9» повлияла его связь с Йоко Оно, с которой он незадолго до того записал отдельный альбом авангардистской музыки Unfinished Music No.1: Two Virgins. По его собственным словам, ему «настолько понравилось творчество Йоко — не просто визг и вой, а её собственный способ разговора, восприятия, дыхания, наконец — что захотелось ей подражать». Оно приходила смотреть запись «Белого альбома», в том числе и «Revolution 9», давала Леннону советы и иногда сама участвовала в записи.
Когда велась работа над «Revolution 9», в студии, по словам Марка Льюисона, «царил подлинный хаос… Все играли невпопад, Джон постоянно орал „alright!“ или просто вопил… Йоко болтала и вставляла фразы совершенно не к месту, например, „разденься догола“. И всё это под какофонию разнообразных немузыкальных скрипов, хрипов и прочих звуков».
Вскоре часть композиции отделилась и стала песней «Revolution». Леннон же продолжил работу над «Revolution 9» и закончил её в 20-х числах июня совместно с Харрисоном. Композицию пришлось сократить на 53 секунды, она отличалась от всего «Белого альбома» тем, что не была монофонической.
Маккартни был в отъезде во время окончания записи «Revolution 9», когда же он вернулся, ему очень не понравился результат, и он старался отговорить Леннона от включения композиции в альбом.

## Композиция и содержание
Песня начинается с медленной игры на фортепиано в гамме си минор; в то же время голос звукорежиссёра повторяет «number nine» (с англ. — «номер девять»). Леннон позже вспоминал: «Мне понравилось, как он говорил „номер девять, номер девять“. Получалось очень забавно».
В композиции использованы отрывки из классических музыкальных произведений: например, из мотета «O Clap Your Hands» Ральфа Воан-Уильямса, Седьмой симфонии Яна Сибелиуса, «Симфонических этюдов» Роберта Шумана и нескольких произведений Людвига ван Бетховена. Звуковые эффекты были заимствованы из более чем 45 различных источников.

## Место в альбоме
Перед песней группа поместила никак не озаглавленную композицию, условно названную критиками «Can you take me back?», сочинённую Маккартни во время записи «I Will». Кроме того, вместе с «Revolution 9» в альбом попала запись разговора Джорджа Мартина с Алистером Тейлором.

## Отзывы
По словам Льюисона, «большинство слушателей сразу браковали песню, а самые преданные поклонники пытались её понять». Роберт Кристгау назвал песню «антишедевром» и, кроме того, написал, что «в течение восьми минут в альбоме, именуемом „The Beatles“, The Beatles отсутствуют напрочь». Схожего мнения придерживался и Джонатан Гоулд.
В то же время Ян Уэннер утверждал, что композиция прекрасно сложена и написана, в отличие от «Revolution», под влиянием политических причин. Рецензент The Rolling Stone Album Guide заявил, что песня «забавнее даже, чем „Honey Pie“ и „Yer Blues“». По мнению рецензента Pitchfork Media Марка Ричардсона, «Революция 9» — «великолепное и страшное произведение авангардной музыки». Иэн Макдональд считал эту песню одним из лучших произведений, когда-либо записанных The Beatles.

## Значение
По словам Леннона, «Революция 9» — «бессознательно написанная картина революции, которая, может быть, произойдёт», но получилось из неё «изображение антиреволюции». Макдональд считал, что революция, которая имелась в виду, происходила на самом деле у Леннона в голове. Другие критики утверждали, что песня — «переложенный на музыку ночной кошмар» или «автобиографическая музыка Леннона».
Чарльз Мэнсон понимал «Революцию 9» как предсказание апокалиптических расистских войн.

## Участники записи
- Джон Леннон — голос, звуковые эффекты, меллотрон, фортепиано
- Джордж Харрисон — голос, гитара, звуковые эффекты
- Йоко Оно — голос, звуковые эффекты

а также
- Ринго Старр[29]
- Джордж Мартин[10]

## Кавер-версии
- Версия группы Phish (1994).
- Версия Alarm Will Sound (2010)[30].